# Itararé (Santa Maria)
Itararé est un quartier de la ville brésilienne de Santa Maria, Rio Grande do Sul. Le quartier est situé dans district de Sede.

## Vilas
Le quartier possède les vilas suivantes : Canário, Itararé, Loteamento Link, Possadas, Vila Bela Vista, Vila Bürger, Vila Felipe Menna Barreto, Vila Kruel, Vila Montanha Russa, Vila Nossa Senhora Aparecida, Vila Pércio Reis, Vila Popular Leste, Vila Popular Oeste.

## Galerie

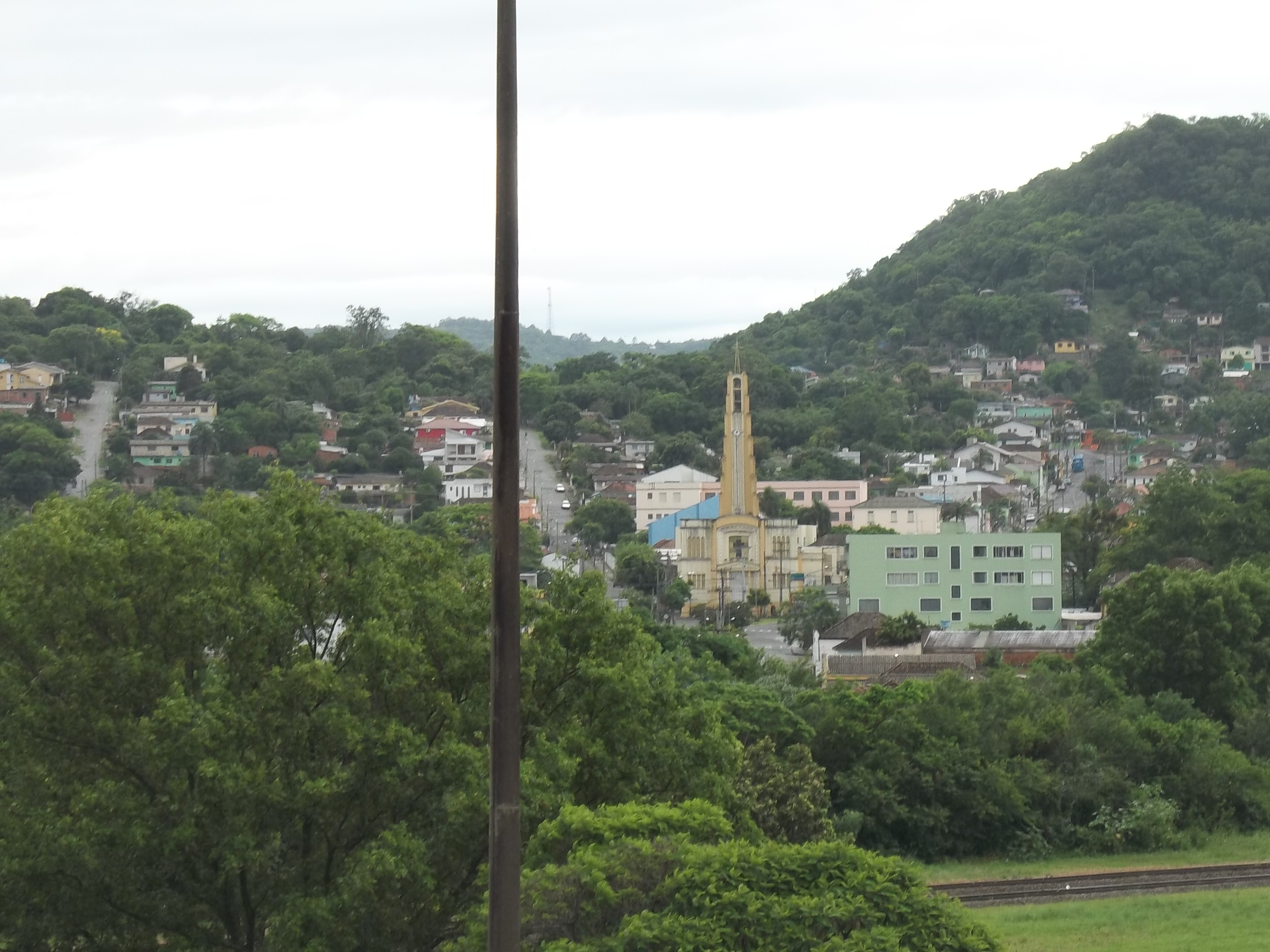
Vue partielle d'Itararé.
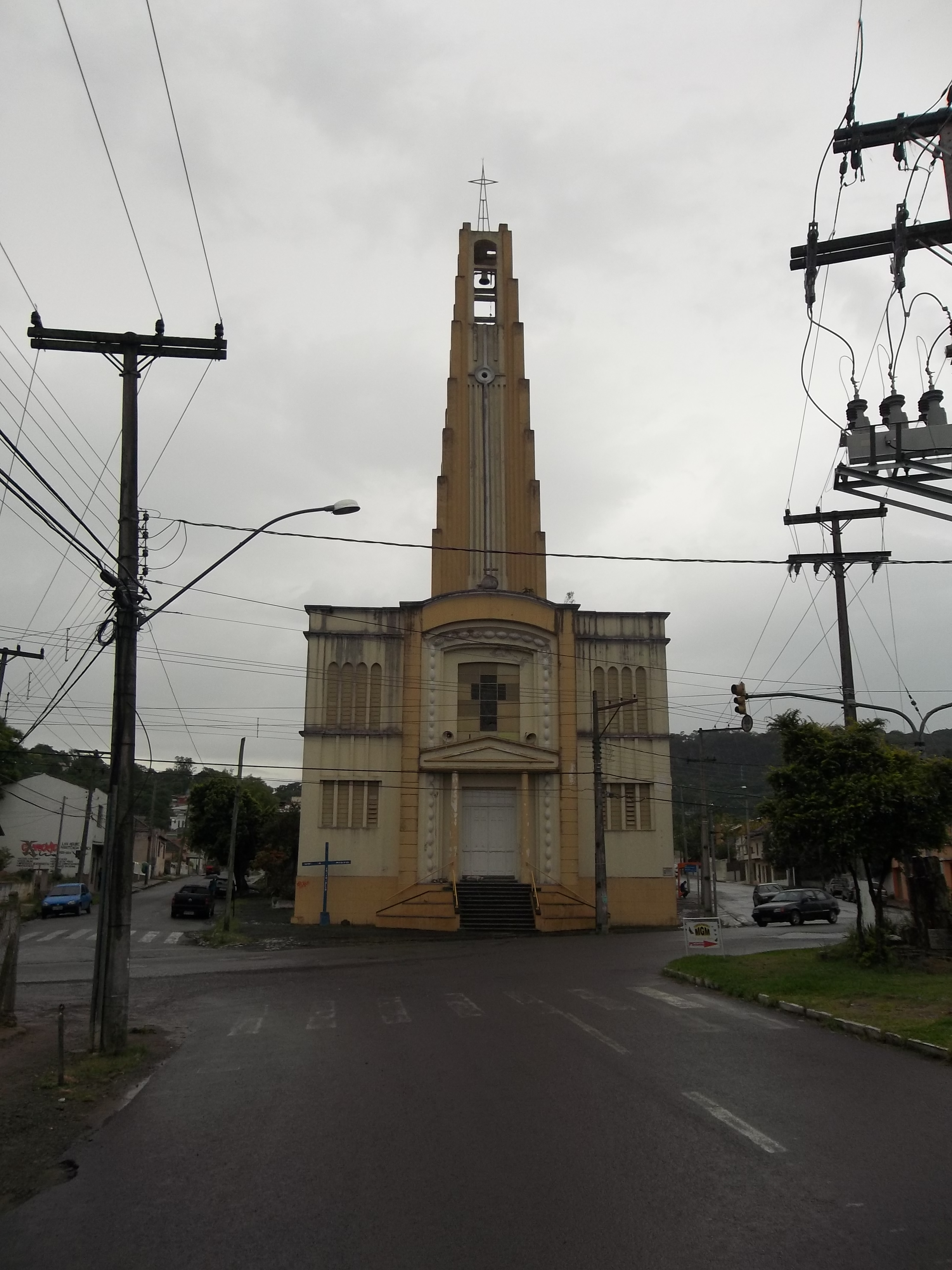
L'église Sainte-Catherine.
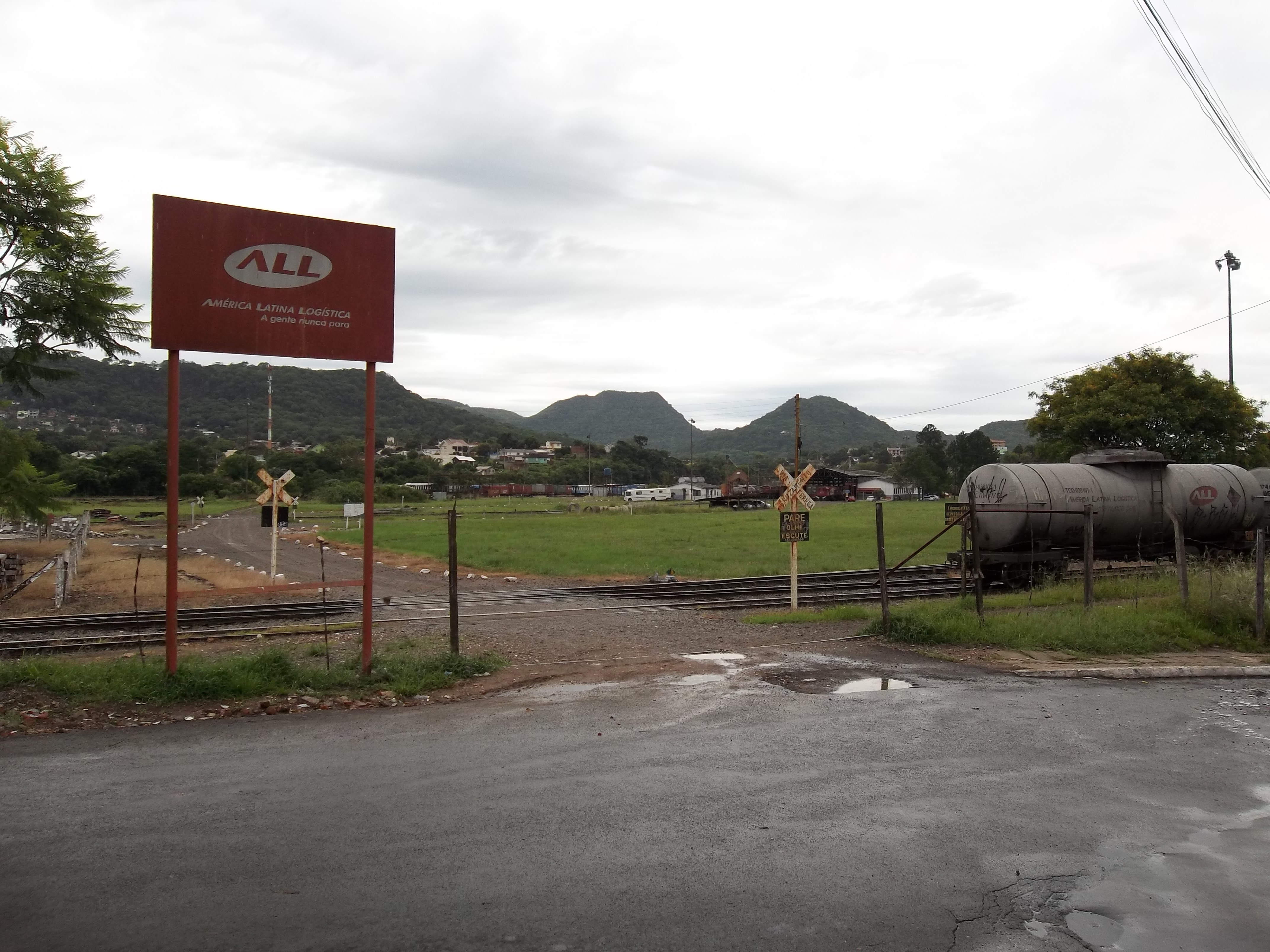
Parc de triage d'América Latina Logística.